# Lozuvatka, Novoarhanhelsk
Lozuvatka (în ucraineană Лозуватка) este un sat în așezarea urbană Novoarhanhelsk din regiunea Kirovohrad, Ucraina.